# 獨創性
獨創性或原創性（英語：Originality）泛指作品是全新的，而不是經由複製、改編、剽竊、模仿、抄襲、二次創作，或系列作的衍生作品。新發明的物品可稱之為原創物。

## 在法律
原創作品在各國受到著作權的保障。

### 台灣
依《文化創意產業發展法》第3條，為發展文化創意產業，政府應鼓勵文化創意事業以優惠之價格提供原創產品或服務；其價差由中央主管機關補助之。

## 相關連結
- 原著
- 原創研究
- 原創網路動畫
- 原稿
- 原创性门槛